# Constance Labbé

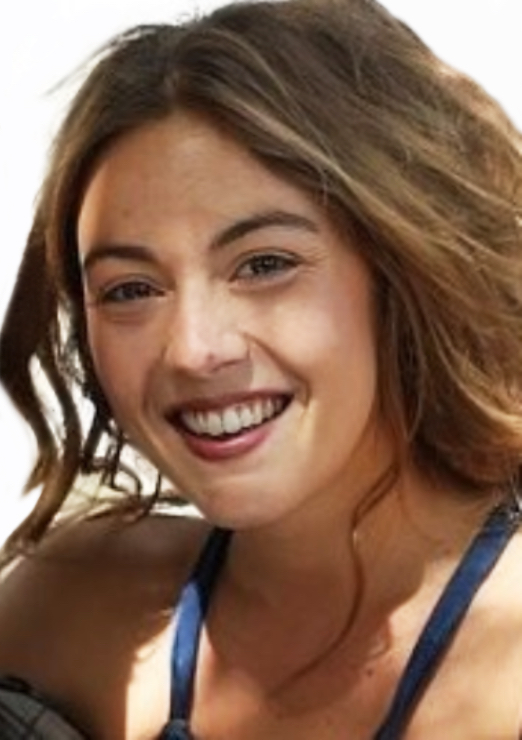
Constance Labbé (2016)

Constance Labbé (* 29. Mai 1988 in Boulogne-Billancourt, Frankreich) ist eine französische Schauspielerin, bekannt durch ihre Rollen in Fernsehserien wie Balthazar und Cat’s Eyes, sowie durch Film- und TV-Auftritte ab Mitte der 2010er Jahre.

## Leben und Karriere
Constance Labbé wurde ursprünglich als Juristin ausgebildet, bevor sie sich der Schauspielerei widmete. Sie lernte unter anderem am HB Studio in New York und begann mit der Teilnahme an Werbespots und kleineren Fernsehrollen.
Ab 2016 war sie in der beliebten Fernsehserie Camping Paradis als Adèle zu sehen und hatte Auftritte in Serien wie Mongeville, Commissaire Magellan und der Webserie Groom.
Im Jahr 2022 übernahm sie in der vierten Staffel der Krimiserie Balthazar die Rolle der Polizeikapitänin Camille Costes – als Nachfolgerin der Rolle von Hélène de Fougerolles.
Seit 2024 gehört sie zum Hauptcast der auf dem Manga basierenden Serie Cat’s Eyes, in der sie Sylia „Syl“ Chamade verkörpert. Die Serie startete in Frankreich im November 2024, wurde ab Juli 2025 auch in Deutschland gezeigt.

## Filmografie

### Kino
- 2017: L'Embarras du choix – Regie: Éric Lavaine[5]
- 2017: L’un dans l’autre – Regie: Bruno Chiche[6]
- 2019: Joyeuse retraite! – Regie: Fabrice Bracq[7]
- 2021: Je te veux, moi non plus – Regie: Inès Reg, Kevin Debonne[8]
- 2023: Le Voyage en pyjama – Regie: Michel Leclerc[9]

### Fernsehen
- 2016: Camping Paradis
- 2017: Mongeville
- 2018: Commissaire Magellan
- 2019: Groom
- 2022: Balthazar[10]
- seit 2024: Cat’s Eyes